# Alfabeto telefónico italiano
El alfabeto telefónico italiano es un método para deletrear palabras indicando las letras del alfabeto latino. Nunca fue estandarizado formalmente, y su uso está limitado exclusivamente al ámbito civil, mientras que en las comunicaciones militares se utiliza el alfabeto radiofónico.
El alfabeto telefónico nace para resolver los problemas de comprensión por la baja calidad de la voz típica de las conversaciones por teléfono y entre radioaficionados. Por lo general se usa para especificar la escritura correcta de nombres propios complicados o ambiguos.

## El alfabeto
El alfabeto telefónico usa sobre todo nombres de ciudades italianas importantes, en vez de nombres propios de personas, como sucede en muchas lenguas, como el francés y alemán. En ese sentido, el italiano se comporta de forma similar al español.
A pesar de no ser oficial, este alfabeto se ha establecido como tradición y se incluye a menudo en publicaciones destinadas al aprendizaje del italiano por parte de extranjeros.
La preferencia de una ciudad particular por encima de otra es arbitraria. Si bien para varias letras la ciudad ya se considera obvia a nivel nacional, para algunas letras es difícil encontrar dos nativos que usen la misma ciudad (por ejemplo, B como Bari o Bolonia). Gran parte del código se consolidó gracias al programa televisivo La ruota della fortuna: en este juego de premios se usaba una versión particular del alfabeto telefónico, lo cual contribuyó, a lo largo de los años, a eliminar o disminuir usos que no se encontraban en el programa. Por ejemplo hoy es muy raro escuchar "C di Catania" o "S di Siena".
Para las letras J, K, W, X, Y, que no son letras nativas del italiano, simplemente se pronuncia el nombre de la letra en italiano (por ejemplo "i lunga", "cappa"); lo mismo puede suceder con la hache, la cu y la zeta ("acca", "cu", "zeta"), nombres que no son fácilmente confundibles. En algunos textos se recurre a términos prestados de otras lenguas ("Quebec", "zara").
En la siguiente tabla se listan algunas de las variantes más usadas.
| Letra | Nombre                                     | Alfabeto Fonético            | Pronunciación                              |
| ----- | ------------------------------------------ | ---------------------------- | ------------------------------------------ |
| A     | a                                          | como Ancona                  | pronunciación en italiano: /anˈkona/       |
| B     | bi                                         | como Bari                    | pronunciación en italiano: /ˈbari/         |
| B     | bi                                         | como Bologna                 | pronunciación en italiano: /boˈloɲɲa/      |
| C     | ci                                         | como Como                    | pronunciación en italiano: /ˈkɔmo/         |
| C     | ci                                         | como Cagliari                | pronunciación en italiano: /ˈkaʎʎari/      |
| D     | di                                         | como Domodossola             | pronunciación en italiano: /ˌdomoˈdɔssola/ |
| E     | é                                          | como Empoli                  | pronunciación en italiano: /ˈempoli/       |
| F     | èffe                                       | como Firenze                 | pronunciación en italiano: /fiˈrɛnʦe/      |
| G     | gi                                         | como Génova                  | pronunciación en italiano: /ˈʤɛnova/       |
| H     | àcca                                       | simplemente «acca»           | pronunciación en italiano: /ˈakka/         |
| H     | àcca                                       | como hotel                   | pronunciación en italiano: /oˈtɛl/         |
| I     | i                                          | como Imola                   | pronunciación en italiano: /ˈimola/        |
| J     | i lùnga                                    | simplemente «i lunga»        | pronunciación en italiano: /ˈi ˈlunɡa/     |
| J     | i lùnga                                    | como jolly (Joker o Comodín) | pronunciación en italiano: /ˈʤɔlli/        |
| J     | i lùnga                                    | como jersey                  | pronunciación en italiano: /ˈʤɛrsi/        |
| J     | i lùnga                                    | como Jesolo                  | pronunciación en italiano: /ˈjɛzolo/       |
| K     | càppa                                      | simplemente «cappa»          | pronunciación en italiano: /ˈkappa/        |
| K     | càppa                                      | como kursaal                 | pronunciación en italiano: /ˈkursal/       |
| L     | èlle                                       | como Livorno                 | pronunciación en italiano: /liˈvorno/      |
| M     | èmme                                       | como Milano                  | pronunciación en italiano: /miˈlano/       |
| N     | ènne                                       | como Napoli                  | pronunciación en italiano: /ˈnapoli/       |
| O     | ò                                          | como Otranto                 | pronunciación en italiano: /ˈɔtranto/      |
| P     | pi                                         | como Palermo                 | pronunciación en italiano: /paˈlɛrmo/      |
| P     | pi                                         | como Padova                  | pronunciación en italiano: /ˈpadova/       |
| Q     | cu                                         |                              |                                            |
| Q     | cu                                         | como Quarto                  | pronunciación en italiano: /ˈkwarto/       |
| Q     | cu                                         | como Quebec                  | pronunciación en italiano: /keˈbɛk/        |
| R     | èrre                                       | como Roma                    | pronunciación en italiano: /ˈroma/         |
| S     | èsse                                       | como Savona                  | pronunciación en italiano: /saˈvona/       |
| S     | èsse                                       | como Salerno                 | pronunciación en italiano: /saˈlɛrno/      |
| S     | èsse                                       | como Sassari                 | pronunciación en italiano: /ˈsassari/      |
| T     | ti                                         | como Torino                  | pronunciación en italiano: /toˈrino/       |
| T     | ti                                         | como Taranto                 | pronunciación en italiano: /ˈtaranto/      |
| U     | u                                          | como Udine                   | pronunciación en italiano: /ˈudine/        |
| V     | vu / vi                                    | como Venezia                 | pronunciación en italiano: /veˈnɛtʦja/     |
| W     | vu dóppia, vi dóppia, dóppia vu, dóppia vi | simplemente «vu doppia»      | pronunciación en italiano: /ˈvu ˈdoppja/   |
| W     | vu dóppia, vi dóppia, dóppia vu, dóppia vi | como Washington              | pronunciación en italiano: /ˈwɔʃʃinton/    |
| X     | ics                                        | simplemente «ics»            | pronunciación en italiano: /ˈiks/          |
| X     | ics                                        | como xilófono                | pronunciación en italiano: /ksiˈlɔfono/    |
| X     | ics                                        | como xeres                   | pronunciación en italiano: /ˈksɛres/       |
| Y     | ìpsilon                                    | simplemente «ipsilon»        | pronunciación en italiano: /ˈipsilon/      |
| Z     | zèta                                       | como Zara                    | pronunciación en italiano: /ˈʣara/         |
| Z     | zèta                                       | simplemente «zeta»           | pronunciación en italiano: /ˈʣɛta/         |

## Artículos relacionados
- Alfabeto italiano
- Alfabeto radiofónico